# Ochna serrulata
Ochna serrulata és una espècie herbàcia perenne de la família de les Ochnaceae. És una espècie endèmica de Sud-àfrica amb una aparença molt atractiva, no només per les seves flors grogues sinó pels seus fruits de color verd que en madurar s'enfosqueixen a un color negre brillant que junt amb els sèpals persistents de color vermell semblen el dibuix animat d'en Mickey Mouse, d'aqui el seu nom comú anglès d'arbust de Mickey Mouse. El poble zulu la utilitzen com l'arrel per tractar nens que pateixen de malalties dels ossos o rectitis gangrenosa. El nom del gènere Ochna prové del nom grec antic Ochne per la perera silvestre, a causa que les fulles d'aquest gènere es creu que s'assemblen als de la pera salvatge. L'epítet específic serrulata es refereix als marges de les fulles de serra dentada.

## Morfologia
És una herba perenne de mida petita que arriba a uns 1 o 2 metres d'alçada, però que pot arribar fins als 6m, fet que també els fa semblar petits arbres. La tija és prima, amb l'escorça llisa i de color marró. Les branques tenen presents petites obertures dites lenticel·laes que comuniquen el súber amb el medi extern i en permeten l'intercanvi de gasos. Les fulles són el·líptiques d'uns 50 mm de llarg, però a vegades són llargues amb puntes romes o de base arrodonida. Els marges de les fulles presenten dents punxegudes en posició vertical i són molt visibles tant la nervadura central com la resta de nervis. A la primavera (de setembre a novembre a l'hemisferi sud), està cobert de flors de color groc brillant, són d'uns 20 mm de diàmetre però d'una durada limitada, ja que els pètals els cauen molt aviat. Els fruits maduren a principis d'estiu (novembre, a l'hemisferi sud), i els sèpals duren fins a finals d'estiu (cap al gener).

## Ecologia
Ochna serrulata és una planta endèmica de Sud-àfrica, es produeix en la costa septentrional del sud d'Àfrica, on es troba àmpliament distribuïda des del nivell del mar fins a altituds de fins a 1.800 m. Aquesta espècie es pot trobar al marge dels boscos de fulla perenne, així com en els boscos de matoll, als turons de vessants rocosos, en sabana i és comú en els prats de KwaZulu-Natal i l'antiga zona de Transkei. També es troba a la part sud-est de Cap Occidental i el Cap Oriental, Gauteng i Swazilàndia. Sovint forma part del sotabosc, tot i que creix en molts hàbitats diferents.
Les flors són atractives per a les abelles i papallones. Els fruits madurs són menjats per les aus, en Kirstenbosch, els coloms Rameron en particular, semblen gaudir-ne. La llavor es dispersa pels ocells i l'aigua, zoocòria i anemocòria respectivament.